# Grande-principauté de Hongrie
895–1000
Entités précédentes :
- Etelköz (Tribus magyares dans les actuelles Ukraine méridionale et Moldavie)
- Avars (actuelle Hongrie orientale)
- Blatnie (actuelle Hongrie occidentale)
- Grande-Moravie (actuelle Slovaquie)
- Premier empire bulgare (actuelle Roumanie)

Entités suivantes :
- Royaume de Hongrie

La grande-principauté de Hongrie (en hongrois : Magyar nagyfejedelemség ; [ˈmɒɟɒɾ ˈnɒcfɛjɛdɛlɛmʃeːg]) fut le premier État fédérant les tribus magyares dans la plaine de Pannonie. Il est apparu après la conquête hongroise (Honfoglalás) à la fin du IXe siècle. Elle englobait les territoires contrôlés par les grands-princes de la dynastie des Árpád et fut, pendant des décennies, le point de départ de nombreuses campagnes à travers l'Europe centrale et occidentale. Après la défaite du Lechfeld en 955, les Magyars se sédentarisent et se christianisent. Le royaume de Hongrie naît en l'an 1000 avec le couronnement du premier roi (saint) Étienne Ier.

## Liste des souverains
- 896 – 907 : Árpád
- 907 – 948 : Zolta
- 948 – 955 : Fausz
- 955 – 972 : Taksony
- 972 – 997 : Géza
- 997 – 1000 : Étienne (István).

En 1001, le grand-prince Étienne est reconnu comme le premier roi de Hongrie, lorsque le pape Sylvestre II lui a conféré le titre de « majesté apostolique ».